# 体型差別
体型差別（たいけいさべつ、size discrimination）またはサイジズム（Sizeism）とは、体型や体格に基づいて不当または偏見的な扱いをすることである。

## 特徴
体型差別は身長、体重、またはその両方に基づく。そのため身長や体重に基づく差別と関連していることが多いが、同義ではない。世界のどこでどのように生活しているかによって、高身長、スリム、低身長、または豊満である傾向があり、多くの社会ではサイズに関する態度が価値観に内包されている。筋肉量と骨格の大きさには多様性があり、多くの場合、生まれた性別と関連しているが、必ずしも性別からジェンダーが逸脱することには影響しない。一般的に、体型差別的な態度は、自身のサイズが他の人よりも優れていると信じ、他のサイズの人々を否定的に扱うことを示している。体型差別の例として、仕事に影響がないにも関わらず、高度肥満または非常に低身長という理由で仕事を解雇される人がいる。体型差別は、身長や体重に関するいくつかのステレオタイプの形をとることが多い。体型差別的な態度は、異なる体格の人々に直面したときに身体的な嫌悪感を表現する形をとることもある。また、醜形恐怖（肥満の人への恐怖）や高身長や低身長への恐怖など、特定の恐怖症として現れることもある。
体型差別は、「理想的な」または「通常の」体型や体格の社会的構築と、生活環境に影響を与えている。電話ボックス、水飲み場、観覧席、トイレ（シンク、トイレ、個室）、椅子、テーブル、回転式改札口、エレベーター、階段、自動販売機、出入り口など、この「通常の」体型によって形作られた公共施設が数多くある。設計は、ユーザーの体型（身長、体重、腕と脚の比例した長さ、腰と肩の幅）に基づいている。
ボディシェイミング、特に体重シェイミングは、体型差別の特徴であり、偏見と差別の形で表れ、痩身を非難することと肥満を非難することの両方がある。